# David Boreanaz
David Paul Patrick Boreanaz (Buffalo, 16 maggio 1969) è un attore e produttore televisivo statunitense, conosciuto principalmente per i personaggi di Angel, presente nelle serie televisive Buffy l'ammazzavampiri e Angel, e di Seeley Booth in Bones.

## Biografia

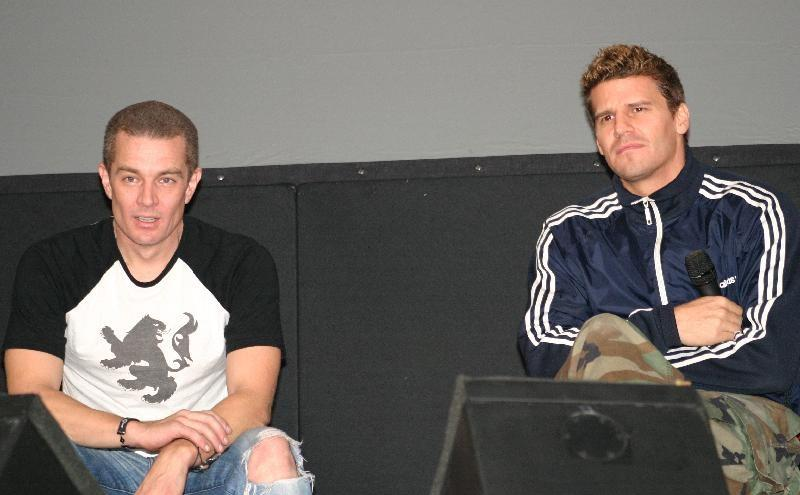
Boreanaz nel 2004 insieme al collega del Buffyverse James Marsters

È figlio di Dave Roberts (pseudonimo di Dave Thomas Boreanaz), un meteorologo televisivo statunitense di origine italiana, e di Patty, un'agente turistica statunitense di origini miste cecoslovacche, irlandesi, francesi, tedesche e svedesi. Nato a Buffalo, è cresciuto a Filadelfia, in Pennsylvania, città dove si trasferì con la famiglia all'età di nove anni quando il padre ottenne un lavoro presso l'emittente WPVI-TV. Qui ha frequentato la Malvern Preparatory School, e successivamente ha studiato recitazione all'università di Ithaca, a New York. Dopo essersi diplomato nel 1991, si è trasferito a Los Angeles per intraprendere la carriera attoriale.
Dopo alcuni ruoli minori, ha ottenuto la sua prima parte di rilievo impersonando l'amico di Kelly nella serie Sposati... con figli (1987). Si è fatto conoscere dal grande pubblico nel 1997, col ruolo del misterioso e affascinante vampiro Angel (e la sua controparte malvagia Angelus) nella serie Buffy l'ammazzavampiri di Joss Whedon. Venne proposto per questo ruolo a Marti Noxon da uno dei suoi vicini di casa, dopo aver camminato con il suo cane davanti alla loro casa. Ha ottenuto la parte grazie anche alla sua bellezza; a detta di Whedon, infatti, è stato scelto perché «era un ragazzo troppo bello».
Inizialmente il ruolo di Angel avrebbe dovuto essere una figura misteriosa, che dava criptici messaggi a Buffy, e destinata a scomparire dopo qualche episodio, ma la figura del vampiro tormentato incontrò i favori del pubblico: nel 1999, grazie al successo del suo personaggio, al termine della terza stagione di Buffy è così diventato il protagonista dello spin-off Angel, che è poi proseguito per cinque stagioni e ha dato al personaggio la possibilità di evolversi e concentrarsi sulla battaglia di riscatto per i peccati che ha commesso prima di aver acquisito la sua anima. È diventato l'attore più popolare del Buffyverse, in quanto ha lavorato più attivamente dalla fine di entrambi gli show. Tra il 2005 e il 2017 ricopre il ruolo di co-protagonista nella serie TV Bones, in cui interpreta l'agente dell'FBI Seeley Booth. Nel 2013, inoltre, prende parte con un ruolo ricorrente alla serie televisiva Full Circle, assieme all'attore Tom Felton. Dal 2017 fa parte del cast principale della serie SEAL Team.

## Vita privata

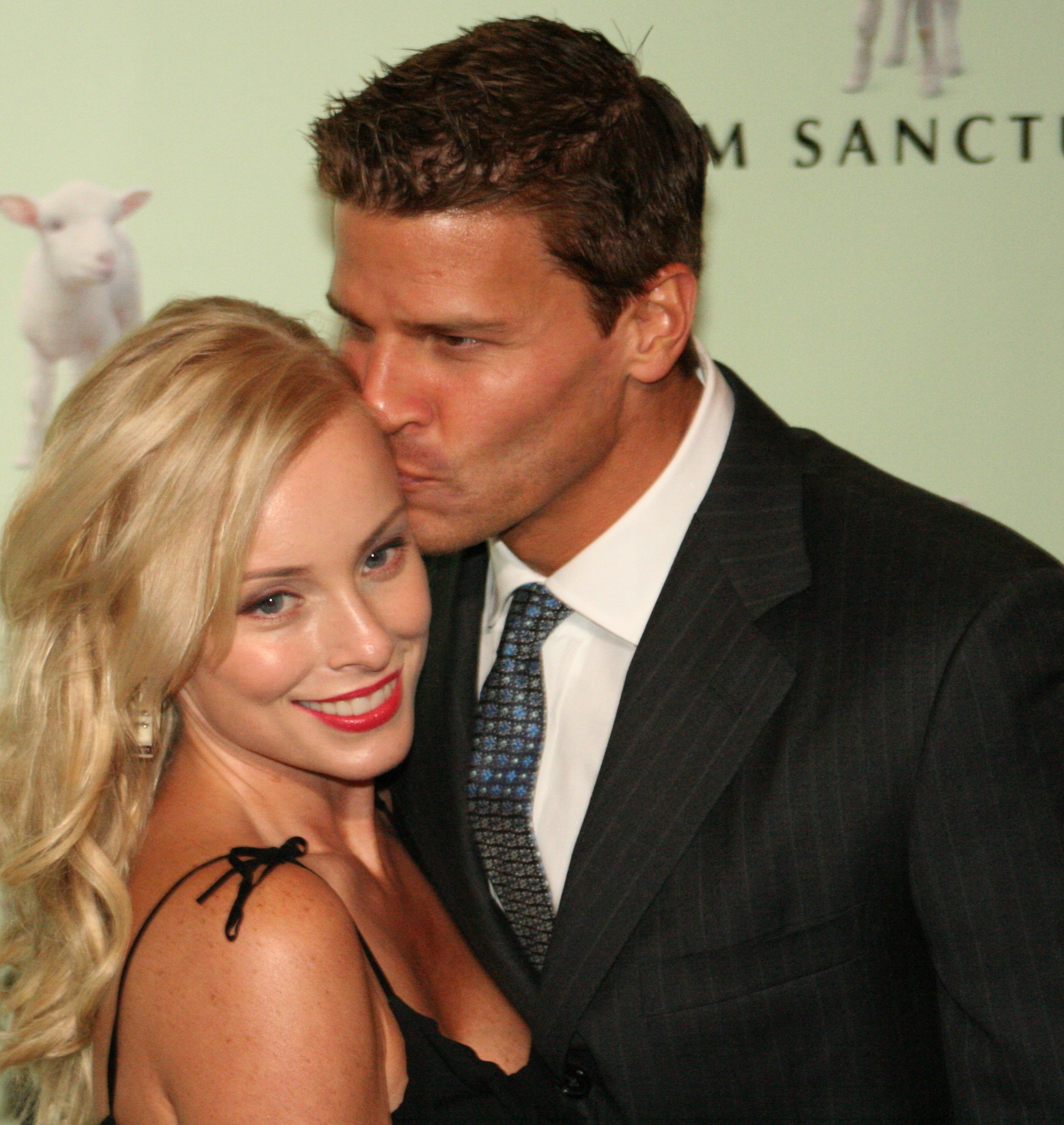
Boreanaz nel 2006 con la moglie Jaime Bergman

Ha divorziato dalla sua prima moglie Ingrid Quinn nel 1999. Vive a Los Angeles con la seconda moglie Jaime Bergman, attrice ed ex Playmate di Playboy, sposata il giorno del ringraziamento del 2001, e con i loro due figli.
BuddyTV l'ha classificato al 13º posto nella sua rubrica I 100 uomini più sexy del 2010, e al 18º posto in quella del 2011.

## Filmografia

### Cinema
- Aspen - Sci estremo (Aspen Extreme), regia di Patrick Hasburgh (1993)
- Kickboxing mortale (Best of the Best 2), regia di Robert Radler (1993)
- Macabre Pair of Shorts, regia di Scott Mabbutt (1996)
- Valentine - Appuntamento con la morte (Valentine), regia di Jamie Blanks (2001)
- I'm with Lucy, regia di Jon Sherman (2002)
- Il corvo - Preghiera maledetta (The Crow: Wicked Prayer), regia di Lance Mungia (2005)
- Tutte per uno (These Girls), regia di John Hazlett (2005)
- The Hard Easy, regia di Ari Ryan (2006)
- Mr. Fix It, regia di Darin Ferriola (2006)
- Suffering Man's Charity (a.k.a. Ghost Writer), regia di Alan Cumming (2007)
- The Mighty Macs, regia di Tim Chambers (2010)
- Officer Down - Un passato sepolto (Officer Down), regia di Brian A Miller (2012)

### Televisione

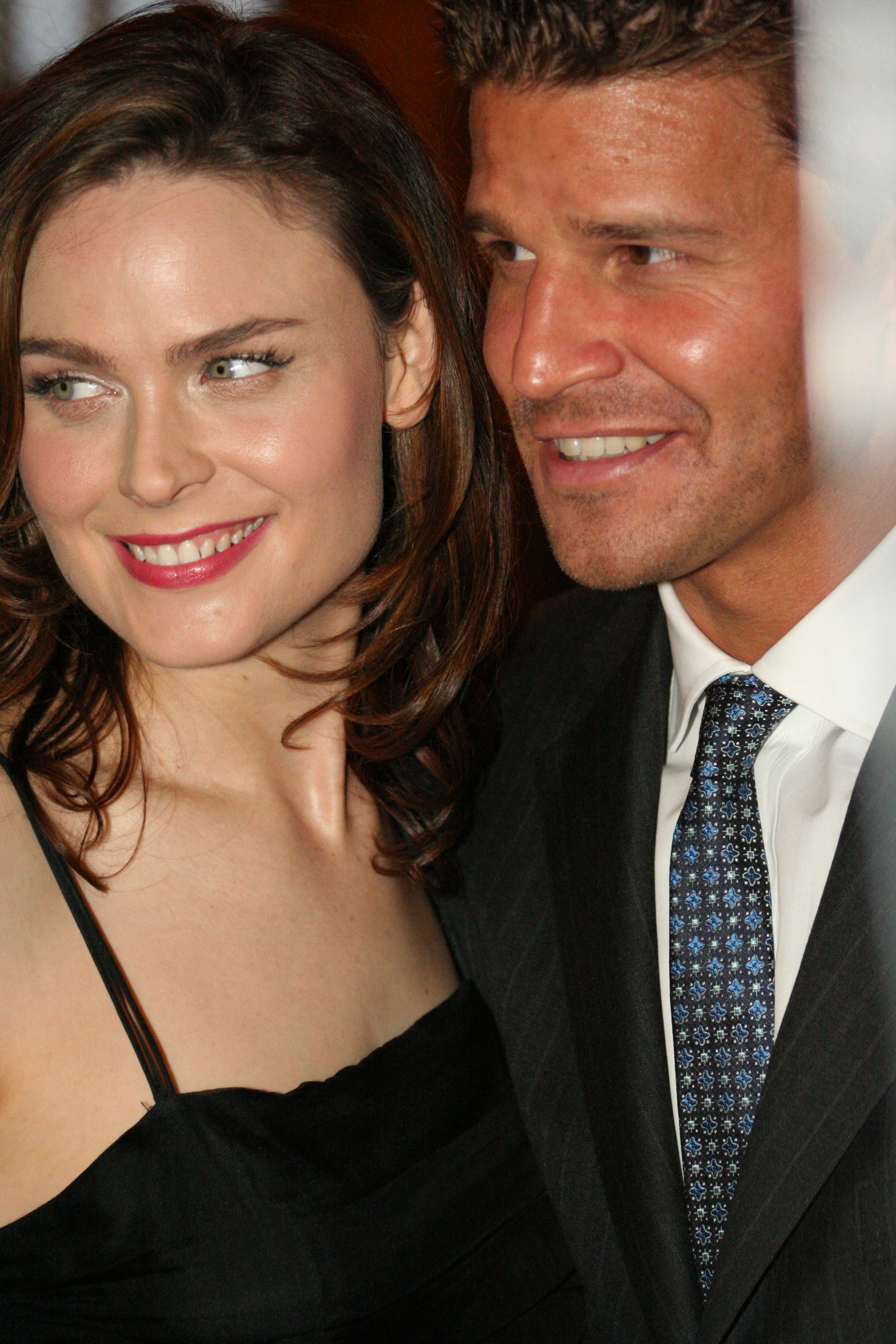
Boreanaz nel 2006 assieme a Emily Deschanel, sua collega nella serie TV Bones.

- Sposati... con figli (Married... with Children) – serie TV, episodio 7x21 (1993)
- Buffy l'ammazzavampiri (Buffy the Vampire Slayer) – serie TV, 56 episodi (1997-2003) – Angel
- Angel – serie TV, 110 episodi (1999-2004) – Angel
- Baby Blues – serie TV, episodio 2x03 (2002)
- Bones – serie TV, 246 episodi (2005-2017) – Seeley Booth
- I Griffin (Family Guy) – serie TV, episodio 9x07 (2010)
- Full Circle – serie TV, episodi 1x03-1x04-1x08 (2013)
- Sleepy Hollow – serie TV, episodio 3x05 (2015) – Seeley Booth
- SEAL Team – serie TV, 114 episodi (2017-2024)

## Doppiaggio
- Justice League: The New Frontier – film TV (2008) – Hal Jordan/Lanterna Verde
- American Dad! – serie TV, episodio 7x15 (2012)

## Videoclip
- White Flag - Dido (2003)

## Videogiochi
- Kingdom Hearts (2002) – Leon
- Buffy l'ammazzavampiri (Buffy the Vampire Slayer) (2003) – Angel

## Doppiatori italiani
Nelle versioni in italiano dei suoi film Boreanaz è stato doppiato da:
- Francesco Bulckaen in Buffy l'ammazzavampiri, Angel, I Griffin
- Fabrizio Temperini in Bones, Sleepy Hollow, Lucifer
- Gaetano Varcasia in Valentine - Appuntamento con la morte
- Luca Ward in The Hard Easy
- Davide Marzi in Il corvo - Preghiera maledetta
- Andrea Zalone in Tutte per uno
- Gianluca Tusco in Officer Down - Un passato sepolto
- Alessio Cigliano in SEAL Team